# Río Matanza
Río Matanza (doslova Jateční řeka), místními obyvateli nazývaná prostě Riachuelo (Říčka), je řeka v Argentině, protékající aglomerací Buenos Aires. Oficiální název řeky zní Río Matanza Riachuelo. Pramení u obce General Las Heras, je dlouhá 64 kilometrů, její povodí má rozlohu 2 240 km² a obývají ho přes tři miliony lidí. Tok řeky tvoří jižní hranici federálního distriktu tvořeného vnitřním městem Buenos Aires. V okolí Avenidy 27. února je tok Matanzy sveden do podzemí. Vlévá se do Río de la Plata ve čtvrti Boca, kde sídlí známý fotbalový klub CA Boca Juniors.
V povodí řeky Matanzy je velká koncentrace průmyslu, který její vodu zamořuje těžkými kovy, řeka je tak označována ze jeden z nejznečistěnějších vodních toků světa. Argentinský landartista Nicolás García Uriburu v roce 1970 poukázal na problém tím, že do řeky vysypal fluorescein, který obarvil její vody na zeleno. V roce 1993 byl odstartován velký projekt na ozdravení řeky, list Pagina 12 však poukázal na to, že z více než 250 milionu dolarů, které čištění zatím stálo, byla více než polovina rozkradena.